# Распределение Накагами
Распределе́ние Накага́ми или m-распределение Накагами — двупараметрическое одномерное распределение вероятности, связанное с гамма-распределением вероятностей.
Предложена для исследования случайных процессов в линиях связи М. Накагами в 1960 г.

## Определение
Распределение зависит от двух параметров {\displaystyle \omega >0} и {\displaystyle \mu \geq 1/2} и определено для всех {\displaystyle x\geq 0}. Функция плотности вероятности распределения:
{\displaystyle f(x;\,\mu ,\omega )={\frac {2\mu ^{\mu }}{\Gamma (\mu )\omega ^{\mu }}}x^{2\mu -1}\exp \left(-{\frac {\mu }{\omega }}x^{2}\right),}
где {\displaystyle \Gamma (\mu )} — гамма-функция.

## Оценка параметров
Параметры {\displaystyle \omega } и {\displaystyle \mu } оцениваются следующим образом:
{\displaystyle \mu ={\frac {\operatorname {E} ^{2}\left[X^{2}\right]}{\operatorname {Var} \left[X^{2}\right]}},}
и
{\displaystyle \omega =\operatorname {E} \left[X^{2}\right].}

## История и применение
Распределение Накагами является относительно новым. Оно было предложено в 1960 году. Используется для моделирования замираний сигналов в беспроводных каналах связи  при распространении сигнала по нескольким различным путям.